# Jeff Nimoy
Jeffrey Nimoy es un actor de doblaje y escritor estadounidense, conocido como la voz de Nicholas D. Wolfwood en Trigun, y Tentomon (y sus formas evolucionadas) de la serie Digimon. Nimoy ha retomado sus papeles de Tentomon y Gennai en Digimon Adventure tri..

## Carrera
Nimoy escribió, dirigió y se desempeñó como editor de historia para la adaptación en inglés del anime Digimon Adventure (serie 1999-2001 y las películas de la franquicia Digimon: La película y Digimon Adventure 02: Diablomon Strikes Back). También se desempeñó como productor ejecutivo y escritor en muchas otras series de Fox Kids. Antes de eso, fue nominado a tres premios Emmy en cuatro años, ganando una vez, por su trabajo cómico como escritor y productor para NFL Films Presents en ESPN y Fox. También coescribió la película de Showtime Big Brother Trouble (2000) y la serie animada Pecola. Es el primo segundo de Leonard Nimoy. Nimoy también codirigió las versiones en inglés de RoboDz Kazagumo Hen y Stitch!.
Nimoy también ha protagonizado la serie web en línea Adventures in Anime con Quinton Flynn.
Nimoy también dirigió y protagonizó Fame-ish, una película sobre una versión ficticia de sí mismo.

## Papeles de doblaje

### Series animadas
| Año       | Título                   | Papel                                                                               | Notas                                 | Fuente |
| --------- | ------------------------ | ----------------------------------------------------------------------------------- | ------------------------------------- | ------ |
| 1999-2000 | Digimon Adventure        | Tentomon/Kabuterimon/MegaKabuterimon, Joven Gennai, Padre de Izzy, Cherrymon        |                                       |        |
| 2000-2001 | Flint The Time Detective | Lynx (Ep. 8-9)                                                                      |                                       | [ 18 ] |
| 2000-2001 | Digimon Adventure 02     | Tentomon/Kabuterimon/MegaKabuterimon, Joven Gennai, Cherrymon, Roachmon #2          |                                       |        |
| 2000      | Trigun                   | Nicholas D. Wolfwood                                                                |                                       |        |
| 2000      | Outlaw Star              | Additional Voices                                                                   |                                       |        |
| 2005-2008 | Zatch Bell!              | Kanchome (ep58+), Mr. Goldo, Main Henchman (Ep. 37)                                 |                                       |        |
| 2005      | Naruto                   | Voces adicionales                                                                   |                                       |        |
| 2007-2008 | Digimon Data Squad       | Dr. Spencer Damon, Kamemon/Gwappamon/Shawujinmon, DemiDevimon #1, Voces adicionales | Director de voz / adaptador de script |        |

### Películas animadas
| Año       | Título                                                           | Papel | Notas               | Fuente |
| --------- | ---------------------------------------------------------------- | --- | ------------------- | ------ |
| 2000      | Digimon: La película                                             | Tentomon/Kabuterimon/MegaKabuterimon, Conductor de camión #1, Floyd el Barbero, Barney, Cabbie, Niño #3, Voz del teléfono #1 |                     |        |
| 2005      | Digimon Adventure 02: Diablomon Strikes Back                     | Tentomon, Hawkmon, Gabumon, Omnimon                                                                                          |                     |        |
| 2016-2018 | Digimon Adventure tri.                                           | Tentomon/Kabuterimon/MegaKabuterimon/HerculesKabuterimon, Gennai, voces adicionales                                          |                     |        |
| 2020      | Digimon Adventure: La última evolución Kizuna                    | Tentomon/Kabuterimon, Joven Gennai                                                                                           | Adaptación de guion |        |
| 2023      | Digimon Adventure                                                | Conductor de camión #1 |                     |        |
| 2023      | Digimon Adventure: Our War Game!                                 | Tentomon/Kabuterimon/MegaKabuterimon, Floyd el barbero, Marido anciano 2A                                                    |                     |        |
| 2023      | Digimon Adventure 02: Hurricane Touchdown/The Golden Digimentals | Conductor masculino 3A |                     |        |

### Acción real
| Año  | Título             | Papel | Fuente |
| ---- | ------------------ | ----- | ------ |
| 1998 | Corre, Lola, corre | Manni | [ 19 ] |